# Placówka Straży Celnej „Konradów”

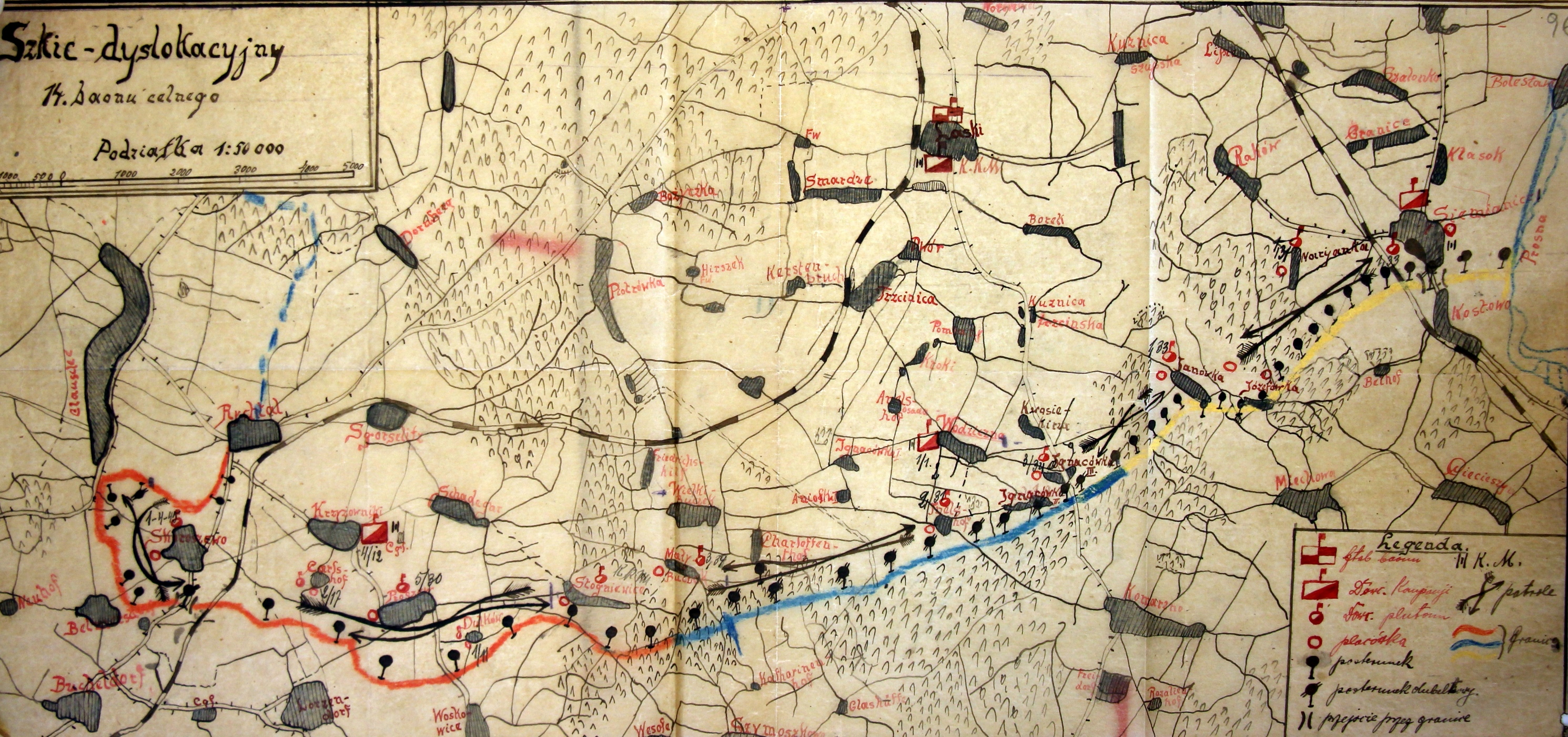
Rozmieszczenie 14 batalionu celnego

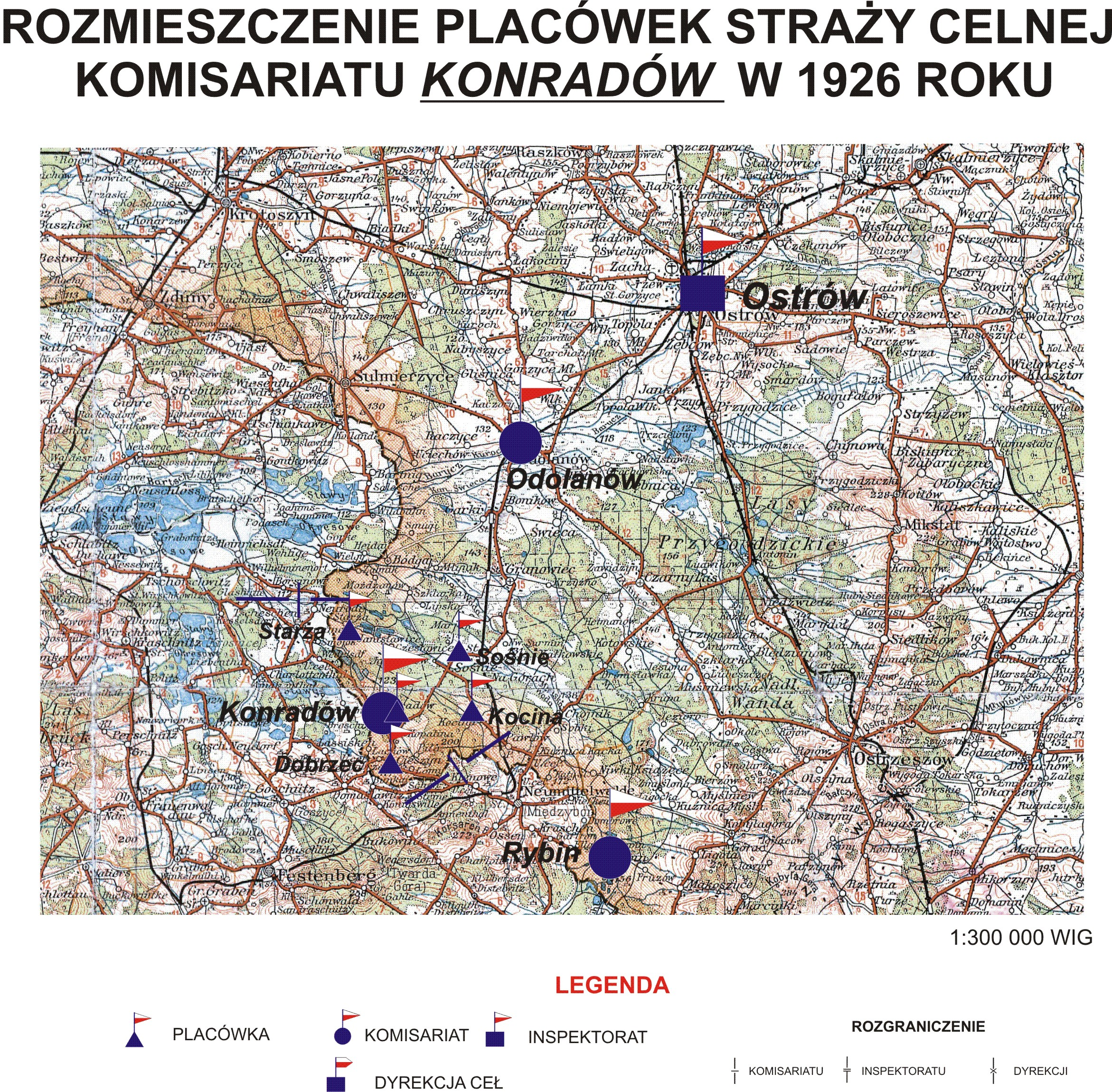
Rozmieszczenie placówek Straży Celnej Komisariatu Konradów

Placówka Straży Celnej „Konradów” – jednostka organizacyjna Straży Celnej pełniąca w okresie międzywojennym służbę ochronną na granicy polsko-niemieckiej.

## Formowanie i zmiany organizacyjne
Na wniosek Ministerstwa Skarbu, uchwałą z 10 marca 1920 roku, powołano do życia Straż Celną. Od połowy 1921 roku jednostki Straży Celnej rozpoczęły przejmowanie odcinków granicy od pododdziałów Batalionów Celnych. W 1921 roku na terenie Konradowa stacjonował sztab 2 kompanii 14 batalionu celnego. 2 kompania wystawiła placówkę w Konradowie. 
Proces tworzenia Straży Celnej trwał do końca 1922 roku. Placówka Straży Celnej „Konradów” weszła w podporządkowanie komisariatu Straży Celnej „Konradów” z Inspektoratu SC „Ostrów”.
W drugiej połowie 1927 roku przystąpiono do gruntownej reorganizacji Straży Celnej. W praktyce skutkowało to rozwiązaniem tej formacji granicznej. Ochronę północnej, zachodniej i południowej granicy państwa przejęła powołana z dniem 2 kwietnia 1928 roku Straż Graniczna.
Rozkazem nr 3 z 25 kwietnia 1928 roku w sprawie organizacji Wielkopolskiego Inspektoratu Okręgowego dowódca Straży Granicznej gen. bryg. Stefan Pasławski powołał komisariat Straży Granicznej „Sośnie”. Placówka Straży Granicznej I linii „Konradów” znalazła się w jego strukturze.

## Funkcjonariusze placówki
Kierownicy placówki
| stopień    | imię i nazwisko, numer      | okres pełnienia służby | kolejne stanowisko |
| ---------- | --------------------------- | ---------------------- | ------------------ |
| przodownik | Wojciech Mikołajczak (1219) | był w 1926             |                    |

Obsada personalna placówki w 1926:
- przodownik Wojciech Mikołajczak (1219)
- starszy strażnik Franciszek Sobczak (1455)
- strażnik Antoni Stawik (1498)
- strażnik Tomasz Zawisła (1368)
- strażnik Franciszek Banaszek (2891)
- strażnik Ignacy Nowak (2605)
- strażnik Stanisław Knociński (1134)
- strażnik Franciszek Urbaniak (1324)
- strażnik Stanisław Dolata (2831)